# 環境・資源科学研究所
環境・資源科学研究所（かんきょうしげんかがくけんきゅうじょ）とは、NPO法人環境国際総合機構内にあり、この機構の業務を完全且つ迅速に行う為の一手段として設置された施設である。

## 概要
NPO法人 Ecolink21 環境国際総合機構内の機関である。
知的集約型かつ軽快、小回りの利く研究所で、国内外にネットワークを持つ。
NPO法人 Ecolink21 環境国際総合機構の所在地
- 〒103-0027 東京都中央区日本橋3-3-5 新日東ビル4Ｆ

## 役員
- 所長： 田代昌士（薬学博士・九州大学名誉教授・産業技術総合研究所客員研究員）
- 顧問： 森謙治名誉教授（東京大学）、三角荘一名誉教授（大阪大学）、柘植乙彦名誉教授（九州大学）、八田雅美顧問（日立金属・元日立金属副社長）、宮田秀明教授（摂南大学薬学部）
- 第一委員会 委員長： 西村淳教授（群馬大学工学部）
- 第二委員会 委員長： 義平邦利教授（東亜大学大学大学院、日本医療学園理事長）
- 第三委員会 委員長： 持田勲特任教授（九州大学産学連携センター）
- 第四委員会 委員長： 米田徳彦名誉教授（北海道大学）

## 委員会
- 第一委員会： 有害物質の無害化、資源化に関する諸問題を取り扱う。例えば、使用済みの農薬や塩化ビニルから塩素を取り除いた後に資源化するなど。
- 第二委員会： 生物系の諸問題を取り扱う。たとえば、食品関連廃棄物の有効資源化、C1化学再認識の解決など。
- 第三委員会： 新しいエネルギー開発に関する諸問題を取り扱う。たとえば、燃料電池、風力発電、バイオマス発電、水素発電など。
- 第四委員会： 環境、資源等に関する国内外の情報収集及び、この研究所に関する広報を担当している。環境、資源関連会社の経営や特許関連の諸問題など。

## 研究レポート
- 第二委員会 宮崎大学名誉教授坂口孝司（前）、宮崎医科大学大学院医学研究科博士課程教授、東和大学工学部バイオ工学教授

1. 微生物による金属イオンの生体濃縮バイオポリフェノールを利用する有用金属の回収
2. 生体の優れた酸化還元能を利用する有害金属の除去、有用金属の回収
3. 特異タンパク質を利用する同位体識別バイオセンサーの開発及びリチウム6の量産化